# 9287 Klima
9287 Klima è un asteroide della fascia principale. Scoperto nel 1981, presenta un'orbita caratterizzata da un semiasse maggiore pari a 2,9192663 UA e da un'eccentricità di 0,0919901, inclinata di 0,92690° rispetto all'eclittica.